# Rem Fowler

Rem Fowler nach seinem TT-Sieg 1907

Harry Rembrandt „Rem“ Fowler (* 1883; † 1963 in Birmingham) war ein britischer Motorradrennfahrer.
Er ging gemeinsam mit Charlie Collier als erster Sieger der Isle of Man TT in die Geschichte des Motorradsports ein.

## Karriere
Der gelernte Werkzeugmacher Rem Fowler bestritt zwischen 1903 und 1923 Trial- und Straßenrennen auf Ariel, New Hudson und Rex.
Am 28. Mai 1907 nahm er auf einer Norton mit einem 5-PS-Zweizylinder-Einbaumotor von Peugeot an der erstmals ausgetragenen Isle of Man TT teil. Fowler gewann den Lauf der Twin Cylinder-Klasse und wurde damit, zusammen mit Charlie Collier, der das Single Cylinder-Rennen gewann, erster Sieger in der Geschichte des bis heute ausgetragenen Straßenrennens auf der Isle of Man. Die Läufe fanden auf dem St. John’s Short Course statt, der zehnmal umrundet werden musste. Der Brite hatte dabei so große Probleme mit Reifen, Zündkerzen und Riemen, dass er schon aufgeben wollte, als ihm ein Zuschauer mitteilte, dass er mit über einer halben Stunde Vorsprung in Führung lag. Fowler siegte schließlich nach einer Renndistanz von etwa 158,5 Meilen (225 Kilometer) mit einer Gesamtzeit von über vier Stunden und 20 Minuten. Auch in den Jahren 1908 bis 1911 nahm Fowler an der TT teil, konnte aber dabei nicht an diesen Erfolg anknüpfen.
Während des Ersten und Zweiten Weltkrieges arbeitete Rem Fowler in der Kriegswirtschaft. Danach war er als Besucher regelmäßiger Gast bei der Isle of Man TT. Im Jahr 1957 wurde er anlässlich des 50. TT-Jubiläums zusammen mit Jack Marshall, einem weiteren Sieger aus den Pioniertagen, mit einer Goldmedaille ausgezeichnet.

## Isle-of-Man-TT-Siege
| Jahr | Klasse        | Maschine       | Durchschnittsgeschwindigkeit |
| ---- | ------------- | -------------- | ---------------------------- |
| 1907 | Twin-Cylinder | Norton-Peugeot | 36,21 mph (58,27 km/h)       |

## Verweise